# Харченко, Алёна
Алена Харченко (род. 25 ноября 1995, Валки, Харьковская область) — азербайджанская волейболистка. Игрок клуба «Альба-Блаж» и сборной Азербайджана по волейболу.

## Карьера
Родилась 25 ноября 1995 года на Украине. Окончила Региональную высшую школу физической культуры и спорта.
Центральная блокирующая.
Выступала за молодёжную сборную Украины.
В июне 2014 года приняла гражданство Азербайджана.
Выступала во Франции.
В сезоне 2021/2022 выступала за «Болу Беледийеспор». Команда заняла 10 место в чемпионате Турции, и не смогла пробиться  в плей-офф.
В июне 2022 года перешла в «Чукурова Беледийеспор», который с этого сезона начал выступать в Суперлиге Турции.
В июле 2023 года перешла в «Прометей» (Украина).

### ЖВК Альба-Блаж
Выступает за ЖВК «Альба-Блаж» (Румыния).
В первой половине сезона 2024/25 являлась лучшей блокирующей румынской лиги (1,53 блока за сет). При этом «Альба» после первого круга занимала второе место в чемпионате.
С командой дошла до полуфинала Кубка ЕКВ 2024/2025.
В сезоне 2024/25 с командой выиграла регулярный сезон.

## Достижения
- Чемпион Евролиги (2016)
- Чемпион Азербайджана (2015, 2017)
- Чемпион Украины (2024)
- Обладатель Кубка Украины (2024)
- Обладатель Суперкубка Украины (2023)